# Оксфорд (переписна місцевість, Мен)
Оксфорд (англ. Oxford) — переписна місцевість (CDP) в США, в окрузі Оксфорд штату Мен. Населення — 1294 особи (2020).

## Географія
Оксфорд розташований за координатами 44°8′42″ пн. ш. 70°31′26″ зх. д. / 44.14500° пн. ш. 70.52389° зх. д. (44.144870, -70.523871).  За даними Бюро перепису населення США в 2010 році переписна місцевість мала площу 23,17 км², з яких 21,47 км² — суходіл та 1,70 км² — водойми.

## Демографія
Згідно з переписом 2010 року, у переписній місцевості мешкали 1263 особи в 503 домогосподарствах у складі 325 родин. Густота населення становила 55 осіб/км².  Було 691 помешкання (30/км²).
Расовий склад населення:
| - 96,9 % — білих - 0,6 % — корінних американців - 0,4 % — чорних або афроамериканців |

До двох чи більше рас належало 2,1 %. Частка іспаномовних становила 1,7 % від усіх жителів.
За віковим діапазоном населення розподілялося таким чином: 24,0 % — особи молодші 18 років, 64,8 % — особи у віці 18—64 років, 11,2 % — особи у віці 65 років та старші. Медіана віку мешканця становила 41,2 року. На 100 осіб жіночої статі у переписній місцевості припадало 105,7 чоловіків;  на 100 жінок у віці від 18 років та старших — 101,7 чоловіків також старших 18 років.
Середній дохід на одне домашнє господарство  становив 48 793 долари США (медіана — 38 816), а середній дохід на одну сім'ю — 59 569 доларів (медіана — 52 708). Медіана доходів становила 37 065 доларів для чоловіків та 27 202 долари для жінок. За межею бідності перебувало 6,6 % осіб, у тому числі 0,0 % дітей у віці до 18 років та 8,6 % осіб у віці 65 років та старших.
Цивільне працевлаштоване населення становило 785 осіб. Основні галузі зайнятості: будівництво — 20,6 %, оптова торгівля — 19,9 %, освіта, охорона здоров'я та соціальна допомога — 15,9 %, виробництво — 15,5 %.